# Koverhar
Koverhar [ˈkɔværˌhɑːr] (finska: Koverhar) är dels ett industriområde, och dels en specifik stadsdel inom Hangö stad i regionen Västnyland i Finland. 

## Koverhar industriområde

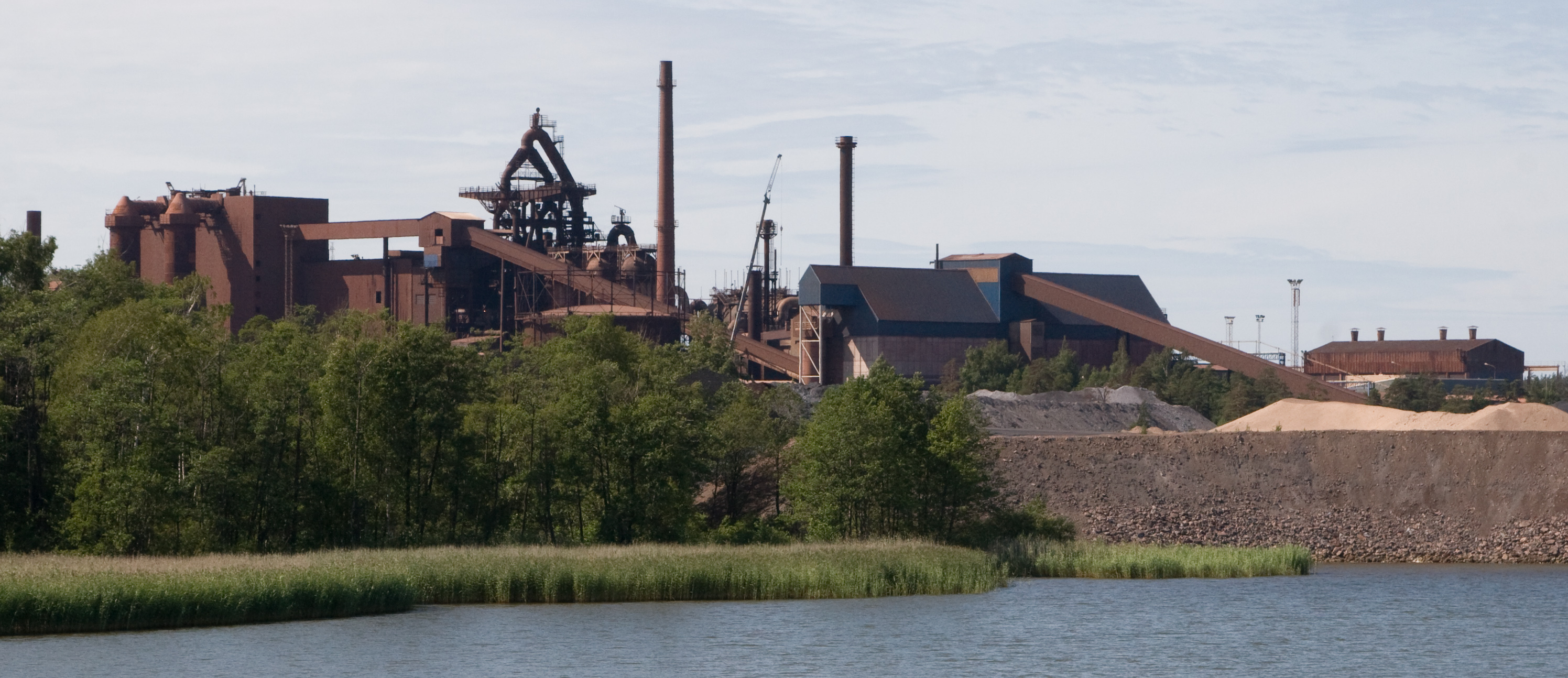
Före detta järn- och stålverket i Koverhar.

Tisdagen den 26 juni 2012 lämnade det tidigare dominerande företaget på området järn- och stålverket FNsteel Oy Ab  in konkursansökan. Eftersom de andra företagen på området hade samarbete med FNsteel Oy Ab, såg de sig också nödsakade att lägga ned sin verksamhet. Själva järn- och stålverket lades i ”malpåse”, medan konkursförvaltaren letade efter en ny ägare. Då ingen seriös spekulant hittades, beslutade konkursförvaltaren tidigt under våren 2014 att låta riva byggnaderna. Den 9 april 2014 erhöll ett företag från Danmark rivningslov, och inledde rivningsarbetet strax därefter. 
Efter att ha varit föremål för nedmontering och återfyllning av marken, börjar under april 2017 ny verksamhet komma igång på området. Swecem AB:s terminal för portlandscement står då färdig att tas i drift. Cementen transporteras i ett slutet system från fartyg i hamnen till silon.

## Stålverkets historia
Planeringen av ett stålverk på området startades i mitten av 1950-talet, men byggandet avbröts ganska snart. Området bestod tidigare av sandmorän och ung tallskog som växt upp efter skogsbränder som hade härjat där under krigstiden på Hangö udd. Oy Vuoksenniska Ab grundade tillsammans med svenska Stora Kopparbergs Bergslags AB år 1960 Oy Koverhar Ab. Järnverkets masugn startades den 20 november 1961 medan den första smältningen vid stålverket skedde tio år senare, den 26 april 1971.  
Stålverket hade under årens lopp haft många olika ägare. 2005 togs verksamheten över av Oy Ovako Ab (Koverharenhetens egentliga namn: Ovako Wire Oy Ab / Ovako Koverhar) men koncernen hamnade under sommaren 2010 i akut ekonomiskt trångmål. Nederländska banker tog då tillfälligt över tråddivisionverksamheten (bl.a. stålverket i Koverhar) och bytte i samma veva namnet till FNsteel Oy Ab. Den 29 september 2010 köptes stålverket FNsteel Oy Ab av det nederländska investment-bolaget Hombergh Holdings.  FNsteel-koncernen som helhet omfattade då sex produktionsenheter, vilka var lokaliserade i Finland, Sverige och Nederländerna.
Sista verksamhetsåret hade järn- och stålverket FNsteel Oy Ab 270 anställda, men på hela Koverhar industriområdet fanns det totalt omkring 400 anställda.

## Koverhar hamn
I början av september 2014 godkände Hangö stadsfullmäktige lån på 10 miljoner euro för köp av hamn, vatten och mark (med undantag för det egentliga industriområdet) i Koverhar. Koverhar hamn utgör efter köpet en del av Hangö hamns hamndelar. Innan järn- och stålverket gick i konkurs var hamnen dess egen industrihamn.   
Under april 2017 öppnas hamnen åter upp för reguljär trafik.

## Övriga företag som verkade tidigare inom Koverhar industriområde
- ABB –  Företaget skötte om underhåll och lagerfunktioner.
- Oy AGA Ab – Företaget hade en luftgasfabrik på området.
- Lie-Bo Ab Oy – Företaget krossade och sorterade slagget som uppstod vid tillverkningen av stål vid FNsteel:s fabrik.
- OTR/Lappvik brikettverk – Företaget krossade, torkade och pressade svarvningsflis från FNsteel:s fabrik till briketter för återanvändning.
- Radust Oy – Företaget behandlade damm som bildades i masugnen vid FNsteel:s fabrik.
- Koverhar Shipping Oy Ab –  Företaget skötte driften av hamnverksamheten vid Koverhar industriområdes egna djuphamn.

## Stadsdelen Koverhar
Namnet Koverhar kommer från namnet på en by som har funnits förr i tiden i trakten. Gamla namnformer för byn: Karffuesarhe, Karffusarhe (1410), Kouerhar (1549), Koffuerhar (1552). I kyrkböckerna från 1700- ja 1800-talet används formen Kofverhag. Formen Koverhar kom i användning i samband med grundandet av järnverket. Idag finns en fastighet Kofverhag som ligger inom stadsdelen Koverhar.
Stadsdelen Koverhar omfattar förutom Koverhar industriområde även ett antal mindre byar. I nordost gränsar stadsdelen till tätorten Lappvik. 
Ett vindkraftsprojekt har lagts på is inom stadsdelen Koverhar. Projektet omfattade sammanlagt 5–6 vindkraftverk.